# Edouard-Suenson-Denkmal

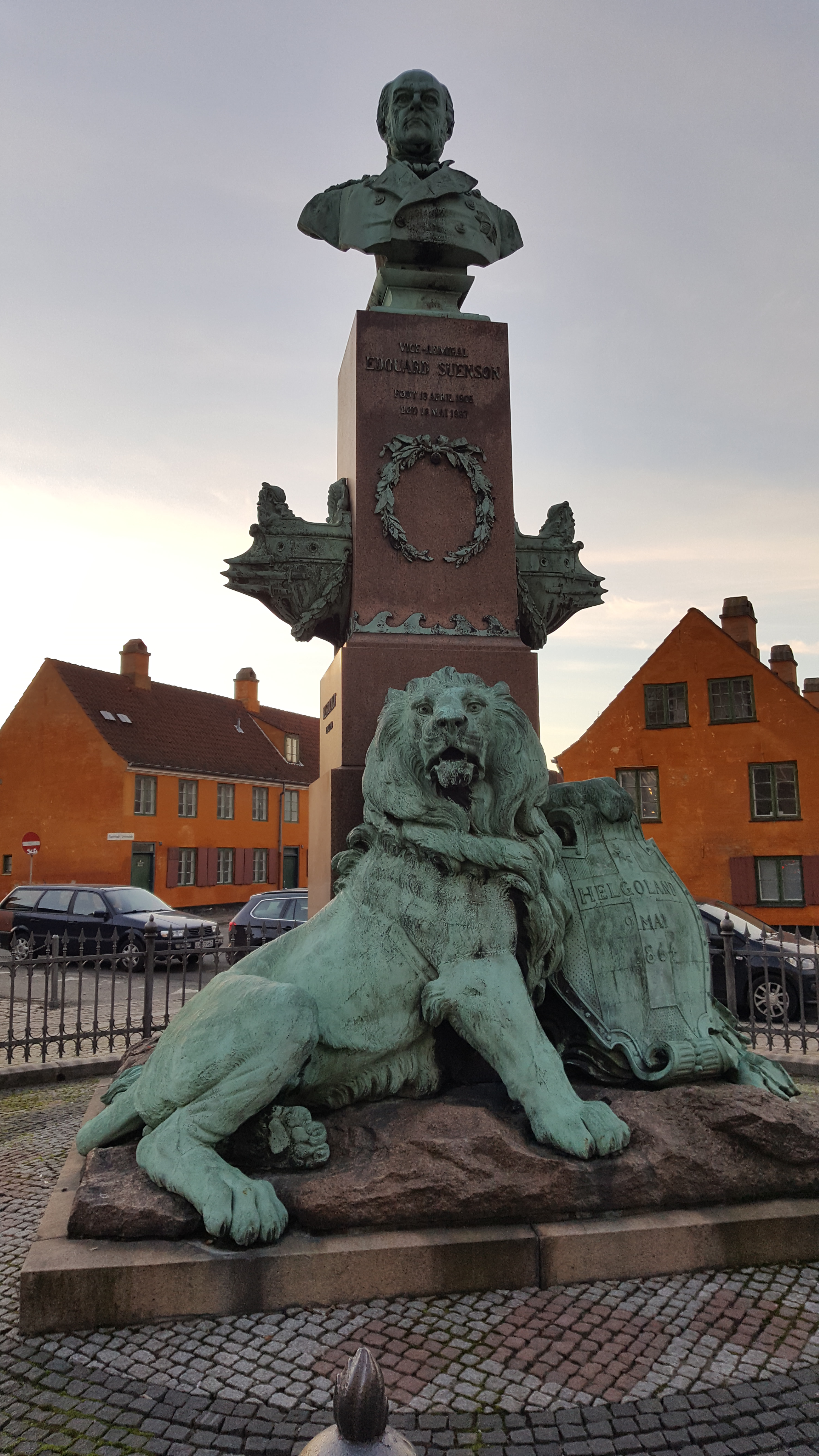
Edouard-Suenson-Denkmal

Das Edouard-Suenson-Denkmal steht vor dem Nyboder in der Store Kongensgade in Kopenhagen. Es erinnert an Vizeadmiral Edouard Suenson, der die dänischen Schiffe in der Schlacht von Helgoland am 9. Mai 1864 kommandierte.

## Geschichte
Das Denkmal wurde von Theobald Stein entworfen und die Büste in der Bronzegießerei von Laurotz Rasmussen gegossen. Das Denkmal wurde am 9. Mai 1889 eingeweiht.

## Beschreibung
Das Denkmal besteht aus einer Büste Suensons auf einem hohen Sockel, der mit einem Lorbeerkranz, Säulen und dem Wappen Suensons geschmückt ist. Auf dem Sockel ruht ein Löwenpaar. Auf der Vorderseite befindet sich die Inschrift: „VICE-ADMIRAL/EDOUARD SUENSON/born 13 APRIL 1805/death 16 MAI 1887“ Der Sockel wird von bronzenen Löwen bewacht, die ein Wappen mit der Inschrift „HELGOLAND/9 MAY/1864“ halten.